# Bulletin du Département de l'Agriculture aux Indes Néerlandaises
Bulletin du Département de l'Agriculture aux Indes Néerlandaises (abreviado Bull. Dépt. Agric. Indes Néerl.) fue una revista con ilustraciones y descripciones botánicas que fue editada en Buitenzorg desde el año 1906 al 1911, publicándose 47 números. Fue precedida por Bull. Inst. Bot. Buitenzorg y reemplazada por Bull. Jard. Bot. Buitenzorg.